# Tachileik Airport
Tachileik Airport är en flygplats i Myanmar.   Den ligger i regionen Shanstaten, i den östra delen av landet, 400 km öster om huvudstaden Naypyidaw. Tachileik Airport ligger 391 meter över havet.
Terrängen runt Tachileik Airport är kuperad åt nordväst, men åt sydost är den platt. Runt Tachileik Airport är det ganska tätbefolkat, med 230 invånare per kvadratkilometer. Närmaste större samhälle är Tachilek, 7,0 km sydväst om Tachileik Airport. Omgivningarna runt Tachileik Airport är en mosaik av jordbruksmark och naturlig växtlighet.